# Vismeistri
Vismeistri est un quartier du district de  Haabersti à Tallinn en Estonie.

## Description
En 2019, Vismeistri compte 1 936 habitants.
Sa superficie est de 1,43 km2.
Les rues du quartier sont : Uuepere tänav, Uustalu tänav, Abara tänav, Ahingu tänav, Jõeküla tee, Jõeoti tänav, Kaheküla tee, Kakumäe tee, Kaladi tänav, Kiini tänav, Kiviräha tänav, Korese tänav, Käba tänav, Laurimaa tänav, Lauripere tänav, Lemle tänav, Loigu tänav, Lõimise tänav, Maimu tänav, Mardipere tänav, Mirta tänav, Müta tänav, Nõeliku tänav, Parve tänav, Piiritsa tänav, Põlde tänav, Põllumäe tänav, Ründi tänav, Saviliiva tänav, Sumba tänav, Tiskre tee, Trahteri tänav, Tõnu tänav, Vabaõhumuuseumi tee, Vana-Rannamõisa tee, Veerise tänav, Viige tänav, Vismeistri tänav, Vähi tänav et Västra tänav.
Les rues principales sont Vabaõhumuuseumi tee (« route des musées en plein air »), qui forme la frontière avec Kakumäe, le Vana-Rannamõisa tee à la frontière avec Pikaliiva, le Tallinna–Rannamõisa–Kloogaranna tee le long de la frontière municipale avec Harku et Kakumäe tee qui traverse le quartier jusqu'à Kakumäe.

## Population
| 2008  | 2010  | 2011  | 2012  | 2013  | 2014  |
| ----- | ----- | ----- | ----- | ----- | ----- |
| 1 208 | 1 399 | 1 517 | 1 754 | 1 768 | 1 821 |

| 2015  | 2016  | 2017  | 2018  | 2019  | 2020  |
| ----- | ----- | ----- | ----- | ----- | ----- |
| 1 864 | 1 884 | 1 914 | 1 943 | 1 936 | 1 980 |

| 2021  | 2022  | - | - | - | - |
| ----- | ----- | - | - | - | - |
| 2 010 | 2 008 | - | - | - | - |

## Lieux et monuments
- Vabaõhumuuseumi tee 97 - Sunorek AS, fabricant de rideaux ;
- Veerise tn 1 - École maternelle Veerise ;
- Jõeküla tee 14 – Crèche « Lapserõõm » ;

Vismeistri est construit principalement de maisons individuelles.
Le ruisseau Tiskre passe par le territoire de Vismeistri.

## Transports
Les lignes de bus n°4, 21, 21A, 21B desservent le quartier.

## Galerie

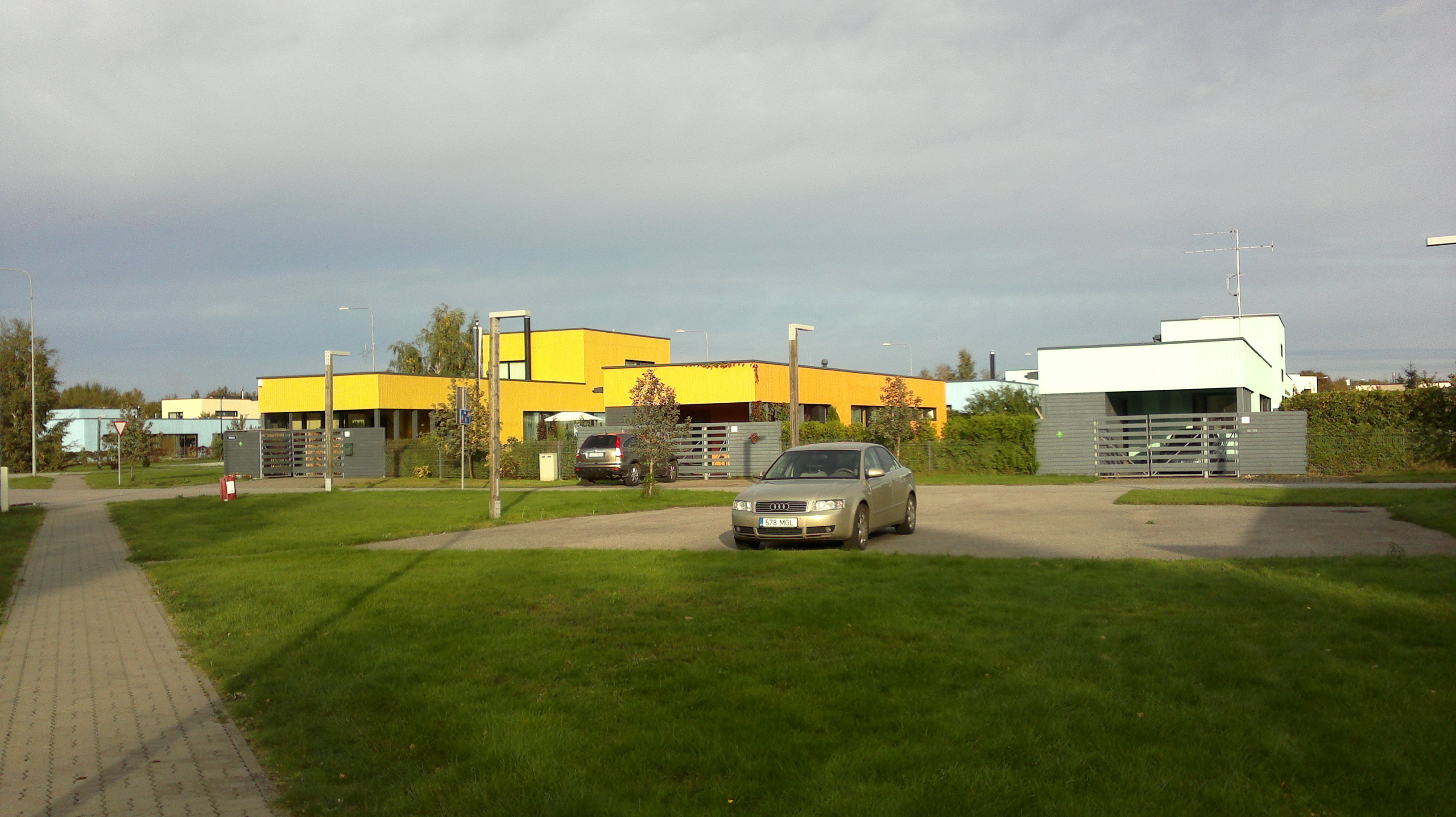
Rue Abara.
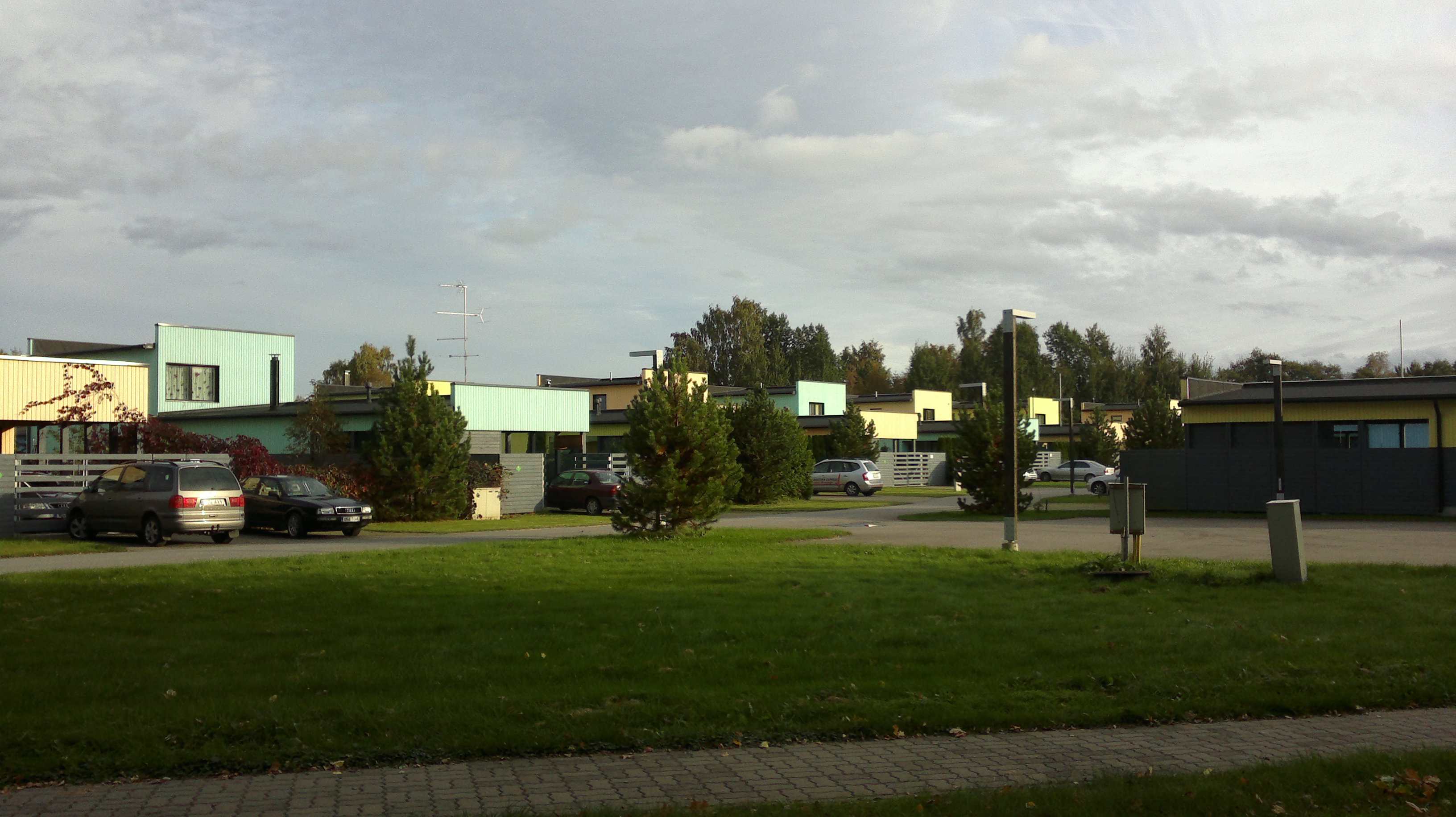
Rue Abara.
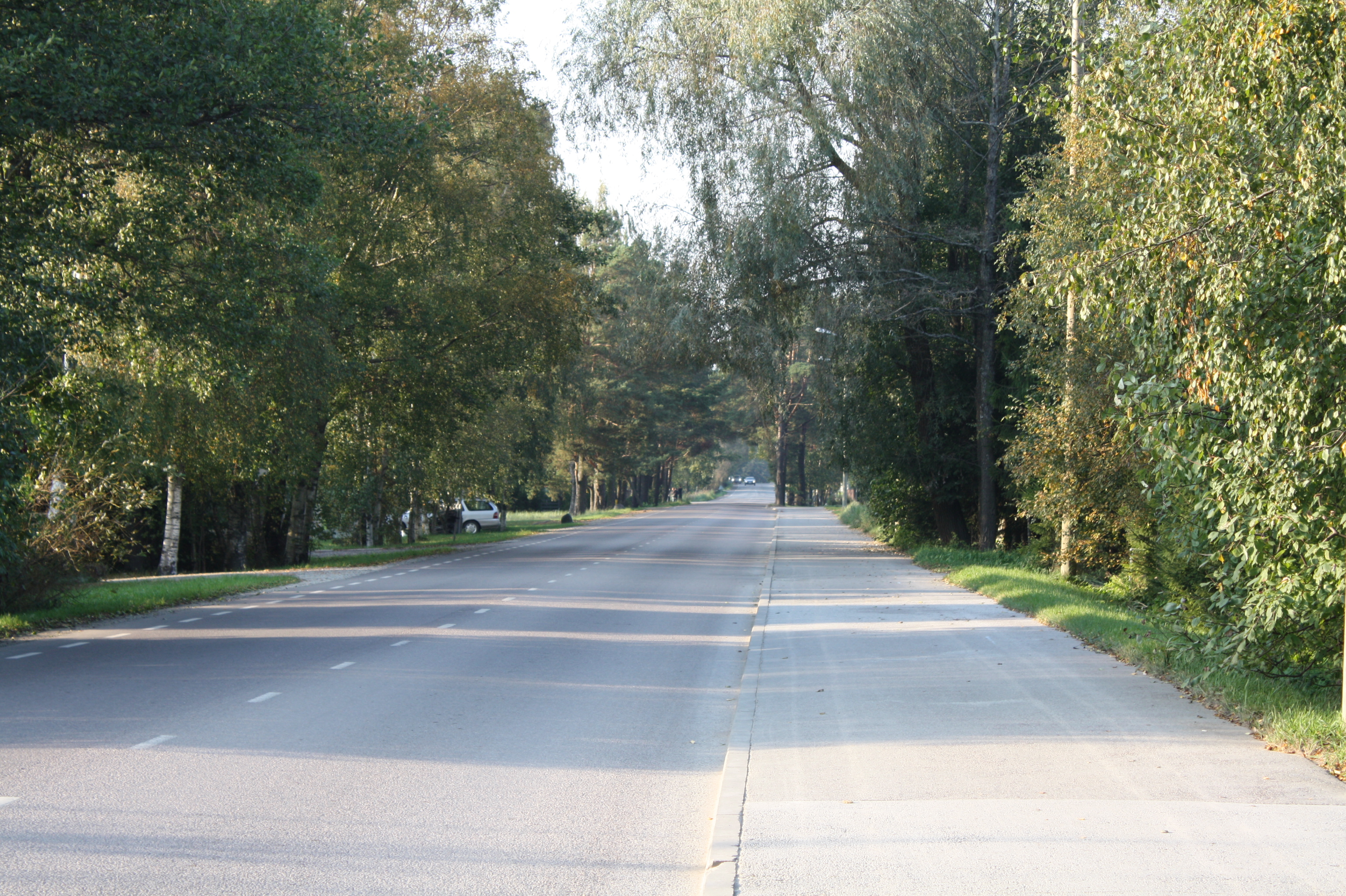
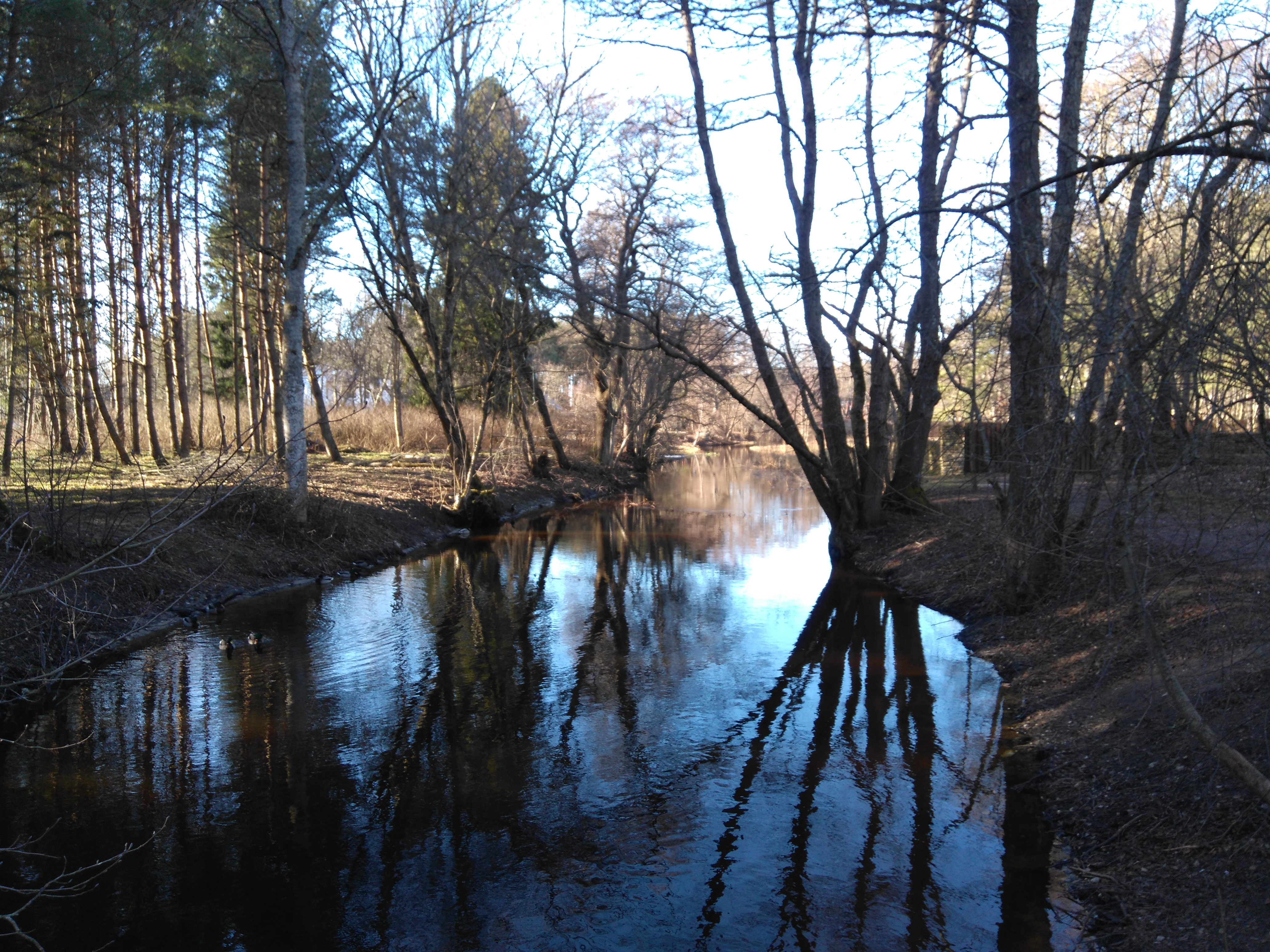
Le ruisseau Tiskre.